# Gardenia (periodico)
Gardenia è una rivista mensile italiana fondata nel 1984, specializzata in giardinaggio, botanica e cultura del verde.

## Storia editoriale
Fin dalle sue origini si è distinta per l’equilibrio tra contenuti pratici e ispirazionali, con una forte attenzione alla qualità delle immagini, all’approfondimento botanico e a uno stile chiaro e accessibile. Ogni numero propone reportage fotografici da giardini italiani e internazionali, articoli su piante comuni e rare, e consigli firmati da esperti del settore: agronomi, vivaisti, architetti del paesaggio e paesaggisti.
La rivista si rivolge a un pubblico ampio e trasversale, dai neofiti agli appassionati più esperti, da chi possiede un giardino o un orto a chi coltiva anche solo qualche vaso sul balcone. Il suo tono divulgativo e autorevole l’ha resa una delle testate di riferimento nel panorama editoriale italiano del settore verde, promuovendo il giardinaggio anche come stile di vita.
Nel 1999, Gardenia è entrata a far parte del gruppo Cairo Editore, fondato da Urbano Cairo. Sotto questa gestione ha consolidato ulteriormente la propria posizione, diventando un marchio riconosciuto anche in ambito commerciale.
Nel 2019, Gardenia ha rafforzato la propria presenza digitale con il lancio della pagina Instagram dedicata alla cultura del verde e al lifestyle. Oggi, con oltre 483.000 follower, si è affermata come la più grande community italiana dedicata alle piante e al giardinaggio. Attraverso il canale vengono diffusi contenuti editoriali e formativi, tra cui video tutorial, schede pianta, guide di coltivazione e consigli pratici.
Nel 2024, in occasione del quarantennale, Gardenia ha celebrato la propria storia con una serie di iniziative speciali realizzate in occasione di Orticola e Fuori Orticola a Milano. Tra queste, l’allestimento floreale Il Giardino Perduto nel cortile di Palazzo Reale, la mostra Botanica Illustrata al Museo di Storia Naturale e un ricco programma di incontri, laboratori e talk curati dalla redazione della rivista.
Nel 2025, Cairo Editore lancia Gardenia, la piattaforma digitale ufficiale della rivista, che amplia l’offerta editoriale con contenuti esclusivi, corsi di giardinaggio online, rubriche stagionali, guide pratiche e strumenti utili per coltivare il proprio pollice verde anche in formato digitale.

## Direttori
- Francesca Marzotto (1984)
- Marina Luraghi (1984-1988)
- Mary Annovazzi (1988-1994)
- Eliana Ferioli (1994-2006)
- Emanuela Rosa-Clot (2006 - in carica)